# Emily Reid
Emily Reid (* 4. September 1999 in London) ist eine britische Schauspielerin.

## Leben und Karriere
Reid wuchs in London auf. Ihren Schulabschluss machte sie an der Heathfield School. Danach studierte sie an der London Academy of Music and Dramatic Art. Außerdem erhielt sie ein Stipendium an der Juilliard School.
Dezember 2016 trat sie in dem Theaterstück In the Pink auf. Unter anderem wurde sie 2018 für den Film Leprechaun Returns gecastet. Anschließend war sie in einer Episode in Curfew zu sehen. 2020 spielte sie in der Serie Belgravia – Zeit des Schicksals mit. Im selben Jahr setzte sie ihre Karriere in The Trouble with Maggie Cole fort. Ihre erste Hauptrolle bekam sie in der Serie The Deceived.

## Filmografie
Filme
- 2017: Aquilo
- 2018: Leprechaun Returns
- 2021: Copper & Nickel

Serien
- 2019: Curfew
- 2020: Belgravia – Zeit des Schicksals
- 2020: The Trouble with Maggie Cole
- 2020: The Deceived

## Theater
- 2016: In the Pink